# Cyanea annaskala
Cyanea annaskala is een schijfkwal uit de familie Cyaneidae. De kwal komt uit het geslacht Cyanea. Cyanea annaskala werd in 1884 voor het eerst wetenschappelijk beschreven door von Lendenfeld. 